# فرودگاه هوای‌ان لیانشوی
فرودگاه هوای‌ان لیانشوی (به انگلیسی: Huai'an Lianshui Airport) یک فرودگاه همگانی با کد یاتا HIA است که یک باند فرود بتن دارد و طول باند آن ۲۴۰۰ متر است. این فرودگاه در کشور چین قرار دارد و در ارتفاع ۷ متری از سطح دریا واقع شده‌است.

## شرکت‌های هواپیمایی و مقصدهای پروازی
Huai'an Lianshui Airport is served by the following airlines:
| شرکت‌های هواپیمایی  | مقصدهای پروازی |
| ------------------ | --- |
| ایر چاینا          | چنگچینگ ییانگبی |
| هواپیمایی شرقی چین | پکن، دالیان ژووشویزی، فوژو چنگل، بایون گوآنگجو، هایکو میلان، هنگ کنگ، نانجینگ لوکو، شانگهای هونگچیائو، تائویوان تایوان، زیامن گائوچی |
| Lucky Air          | کونمینگ چانگشوی، تیانجین بینهای |
| New Gen Airways    | چارتر: دن موئنگ |
| اوکی ایرویز        | سانیا فونیکس، تیانجین بینهای |
| اسپرینگ ایرلاینز   | هاربین تایپینگ، کانزای، شنژن بن |